# Trinia
Trinia és el nom d'un gènere de plantes amb flor dins la família apiàcia. Va ser descrit científicament en primer lloc pel botànic Georg Franz Hoffmann (Gen. Pl. Umbell. 1: 92), i rep el seu nom pel naturalista alemany Carl Bernhard von Trinius.

## Taxonomia
| - Trinia biebersteinii Fedoronch. - Trinia bosniaca Beck - Trinia carniolica Kern. ex Janch. - Trinia crithmifolia (Willd.) H. Wolff - Trinia dahurica Turcz. ex Bess. - Trinia dalechampii (Ten.) Janch. - Trinia dioica (L.) Fourr. - Trinia dufourii DC - Trinia elatior Gaudin - Trinia estepania Uribe-Ech. - Trinia frigida (Boiss. i Heldr.) Drude - Trinia glaberrima Hoffm. - Trinia glauca (L.) Dumort. - Trinia guberlinskensis Lessing ex H.Wolff - Trinia henningii Koch - Trinia hispida Hoffm., 1814 - Trinia hoffmanni M. Bieb. - Trinia intermedia Stev. ex H.Wolff | - Trinia invicta - Trinia kitaibelii M. Bieb. 1819 - Trinia ledebourii C.A.Mey. ex H.Wolff - Trinia leiogona (C.A. Mey.) B. Fedtsch. 1915 - Trinia lessingii Rchb.f. - Trinia multicaulis (Poir.) Schischk. 1950 - Trinia muricata Godet, 1852 - Trinia polyclada Schischk. - Trinia pumila (L.) Rchb. - Trinia ramosissima Ledeb. 1829 - Trinia scabra Boiss. & Noë - Trinia seselioides (Hoffm.) Ledeb. - Trinia stankovii Schischk. - Trinia swellendamensis Eckl. i Zeyh. - Trinia tuberculata Turcz. ex H.Wolff - Trinia ucrainica Schischk. - Trinia uitenhagensis Eckl. & Zeyh. - Trinia vulgaris DC (sin. de T.glauca?) |  |